# Мельников, Анатолий Георгиевич
Анатолий Георгиевич Мельников (9 июня 1927 — 2 марта 1999) — советский хоккеист с мячом, пятикратный чемпион мира. Мастер спорта СССР (1955). Заслуженный мастер спорта СССР (1957), заслуженный тренер СССР (1973).

## Карьера
Начал играть в молодёжном составе «Буревестник». Вся карьера прошла в клубах Москвы: «Буревестнике», «Спартаке», ЦСКА, «Динамо». По оценкам отечественных и зарубежных экспертов лучший вратарь в истории этого вида спорта
Один из пионеров хоккея на траве в СССР. Победитель Всесоюзных соревнований (1955) в составе сборной Москвы и (1956) в составе ЦДКА (Москва). Играл в первом составе сборной СССР по хоккею на траве.

## Достижения

### В клубах
- Чемпион СССР (6) — 1955, 1957, 1963, 1964, 1965, 1967
- Серебряный призёр чемпионата СССР (6) — 1956, 1958, 1960, 1962, 1966, 1968
- Бронзовый призёр чемпионата СССР (5) — 1950, 1951, 1954, 1959, 1961
- В списках 33 и 22 лучших хоккеистов СССР (6) — 1960-1964, 1968

### В сборной
- Чемпион мира (5) — 1957, 1961, 1963, 1965, 1967
- Лучший вратарь чемпионатов мира (4) — 1957, 1961, 1963, 1967

## После окончания карьеры игрока
Выпускник Школы тренеров при ГЦОЛИФК (1959) и Государственного центрального ордена Ленина института физической культуры (1966).
Был тренером сборной СССР по хоккею с мячом — 1968-81, где был помощником Василия Дмитриевича Трофимова (1919—1999) на шести победных чемпионатах мира.
Подготовил вратарей: четырёхкратного чемпиона мира С. Лазарева, трёхкратных чемпионов мира Г. Шишкова, Н. Господчикова.
Старший тренер отдела хоккея Спорткомитета РСФСР (1969-77), Государственный тренер (1977-86) и тренер сборных команд Управления хоккея Спорткомитета СССР (1987-88). Ответственный секретарь (1968-71, 1974-84), заместитель председателя (1990-92), председатель спортивно-технической комиссии Федерации хоккея с мячом СССР (1987-92).
Председатель комитета ветеранов Федерации хоккея с мячом России (1992-99). Член технического комитета ИБФ (1971-87).
Работал в фонде имени Л. И. Яшина — 1992-99, где отвечал за развитие хоккея с мячом. Был одним из инициаторов создания в 1968 году московского детского клуба «Плетеный мяч», первым председателем (1968-73) и заместителем председателя центрального штаба всесоюзного, а затем российского детского клуба «Плетеный мяч» (1973-90, 1993-99), который с 1999 года носит его имя.
Скончался 2 марта 1999 года в Сыктывкаре. Похоронен на Аллее спортсменов Востряковского кладбища в Москве (участок № 131).

## Награды
Награждён орденом «Знак Почёта» (30.05.1969), медалью ордена «За заслуги перед Отечеством» II степени (1996), медалями «За доблестный труд в Великой Отечественной войне 1941—1945 гг.» (1991), «50 лет Победы в Великой Отечественной войне 1941—1945 гг.» (1995), «Ветеран труда» (1986), «За выдающиеся спортивные достижения» (1967); медалью Международной федерации хоккея с мячом «За заслуги в развитии хоккея с мячом» (1971). Имеет почетный знак «За заслуги в развитии физической культуры и спорта» (1996). Награждён орденами «Знак Почета» (1969), «За заслуги перед Отечеством» II степени (1996). Обладатель памятной медали ИБФ «За выдающиеся заслуги в развитии хоккея с мячом» (1976).